# Pallade Atena (Klimt)
Pallade Atena (Pallas Athene) è un dipinto di Gustav Klimt (75 × 75 cm) realizzato nel 1898 e situato nel Wien Museum (Vienna).

## Descrizione
L'opera venne mostrata durante la seconda Secessione viennese del 1898, dove fu fortemente criticata dal pubblico. Nonostante ciò, venne difesa ed elogiata da Ludwig Hevesi che dichiarò:
Pallade Atena raffigura il busto frontale dell'omonima divinità con indosso un elmo greco con paranaso e un'egida a scaglie su cui è ritratto il volto arcaico e mostruoso della gorgone Medusa. Il soggetto è ripreso mentre regge la lancia con la mano sinistra e un globo con sopra una piccola Nike nuda con la destra. Molto originale la composizione non accademica, che "taglia" bruscamente la figura e la colloca in modo asimmetrico sul lato sinistro, spostata verso la cornice quadrata. I colori spaziano dall'oro dell'armatura (sfumata inoltre di viola e azzurro) ai toni scuri dello sfondo, mentre il contrasto cromatico fra il volto pallido e l'elmo, scurito da chiazze d'ombra, è molto fine. L'opera, che esprime rigidità e cupezza arcaica, sembra concentrarsi sul volto vagamente androgino della dea, reso inquietante dai suoi occhi grigi e fissi e dall'espressione imperturbabile. La cornice dorata con la scritta "Pallas Athene" venne realizzata, su progetto di Klimt, dal fratello Georg.
La Medusa sul pettorale di Atena e le decorazioni sullo sfondo vennero ripresi rispettivamente da una metopa e dal mito di Ercole in lotta con il dio Acheloo, sotto lo sguardo vigile di Atena, come è raffigurato in antichi vasi greci a figure nere. La posa è ispirata a quella del soggetto ritratto in Pallade Atena di Franz von Stuck (1898). Il modello della Nike sorretta dalla dea venne più tardi riutilizzato in altre opere del pittore, ad esempio Nuda Veritas (1898).